# Massacre de Damas
Ne doit pas être confondu avec Massacre de la Ghouta.
Le massacre de Damas du 9 au 18 juillet 1860 est celui de chrétiens par des druzes. Entre 10 000 et 22 000 chrétiens périssent à travers le Liban, dont quatre à six mille personnes dans la seule ville de Damas. Des milliers de chrétiens sont sauvés par l'émir Abd el-Kader (1808-1883).

## Contexte
Les massacres de Damas interviennent à la suite des massacres des chrétiens du Mont Liban par les druzes principalement. Ce qui les déclencha fut la chute de la ville de Zahlé, à majorité grecque-catholique melchite, considérée comme imprenable par tous, et l'impunité des coupables des massacres du Mont Liban, laissant à penser que les massacres de chrétiens ne seraient pas réprimandés par la Sublime Porte, le gouvernement de l'Empire ottoman.
De plus, ces massacres intervinrent sûrement par le jeu de manipulations externes et internes, mais aussi par des rivalités économiques, les chrétiens étant détenteurs de monopoles sur certains marchés et ayant probablement suscité des jalousies. Ces évènements interviennent aussi dans une période d'affaiblissement de l'Empire ottoman, du Printemps des peuples en Europe en 1848 et de la nouvelle égalité plus ou moins accordée par la Porte pour l'ensemble de ses sujets. Cette période cauchemardesque de l'histoire des chrétiens d'Orient fut la cause principale du début de leur exode vers l'Europe, l'Afrique et les Amériques, surtout vers l'Égypte, où de nombreuses familles syriennes et libanaises chrétiennes s'installèrent à la fin du XIXe siècle.

## Les faits
Les troubles confessionnels du Mont Liban se sont étendus à Damas entre le 9 et le 17 juillet 1860. Sans que le gouverneur ottoman de la ville, Ahmed Pacha, ne décide de s'interposer, des fanatiques attaquèrent les quartiers chrétien, melkite et maronite, tuant plus de cinq mille habitants selon le général d'Hautpoul.
L'émir Abd el-Kader intervint pour arrêter le massacre et protéger, au péril de sa vie, la communauté des chrétiens de Damas. Grâce à son influence auprès des dignitaires de la ville et aux membres de sa suite qui l'avaient suivi dans son exil, on estime que seules 5 000 personnes périront sur une population concernée évaluée à environ 20 000. Par ailleurs, ces évènements entraînèrent l'exil, au Caire ou à Beyrouth notamment, de plusieurs milliers d'habitants chrétiens de Damas.
Abd el-Kader dut même s'interposer par la force, avec les membres de sa suite, pour protéger les familles chrétiennes venues se réfugier en nombre dans le quartier des Algériens. Il fait exécuter certains pillards. Certains Syriens sont encore appelés « Algériens » en référence à ces membres de la suite d'Abd el-Kader, dont ils sont descendants, et des Algériens qui se sont regroupés autour de lui dans son exil, installés dans le quartier de Salhieh, qui à l'époque était encore un réseau de petites ruelles ottomanes et non le quartier à l'architecture coloniale que l'on connaît aujourd'hui. 
Napoléon III envoie une expédition armée à but humanitaire. L'expédition française en Syrie dura de août 1860 à juin 1861. Cette intervention, faite au nom de l'Europe[réf. nécessaire], devra permettre l'établissement d'un régime nouveau pour les provinces syriennes fixé par une commission internationale. Face aux Français, la Porte a envoyé le ministre Fouad Pacha, chargé de pouvoirs extraordinaires, afin de régler la question syrienne. Précédant les Français, il prend le contrôle de Damas et mène une vigoureuse répression : « plus d'une centaine d’exécutions frappe les responsables présumés des massacres tandis que de nombreux notables sont exilés. Le but du ministre est double : rendre sans objet une intervention européenne dans le territoire syrien et, en sanctionnant durement les notables de Damas, porter un coup décisif aux autonomies provinciales syriennes et renforcer la centralisation politique. »

## Les conséquences
Le règlement de 1861 fonda une province autonome du Mont Liban sous l'autorité d'un gouverneur chrétien de haut rang administratif, sans que soit spécifiée son origine. Il s'agira jusqu'en 1914 d'un chrétien non libanais venu d'une autre communauté catholique de l'empire nommé par la Porte pour une durée déterminée mais après accord des puissances qui surveillent le respect des termes du règlement.
La conséquence pérenne de cette intervention est donc l'autonomie du Liban vis-à-vis de la Syrie, consacrée le 9 juin 1861 par la nomination par le sultan d'un gouverneur propre à la nouvelle entité, l'Arménien Garabet Artin Davoudian (en), « Daoud Pacha ».